# Vit nattjasmin
Vit nattjasmin (Cestrum nocturnum) är en art i familjen potatisväxter från Västindien. Arten odlas ibland som krukväxt i Sverige och är en vanlig prydnadsväxt i varma länder.

## Synonymer
Lista över synonymer till Cestrum nocturnum:
- Cestrum graciliflorum Dunal
- Cestrum hirtellum Schltdl.
- Cestrum leucocarpum Dunal
- Cestrum multiflorum Roem. & Schult.
- Cestrum nocturnum var. mexicanum O.E.Schulz
- Cestrum nocturnum var. tinctorium Maza
- Cestrum propinquum M.Martens & Galeotti
- Cestrum scandens Thibaud ex Dunal
- Cestrum suberosum Jacq.